# Izvoarele (gmina w okręgu Giurgiu)
Izvoarele – gmina w Rumunii, w okręgu Giurgiu. Obejmuje miejscowości Chiriacu, Dimitrie Cantemir, Izvoarele, Petru Rareș, Radu Vodă i Valea Bujorului. W 2011 roku liczyła 3930 mieszkańców. 